# Киоск (Apple)
Киоск (англ: Newsstand) — встроенное в iOS на устройствах iPad, iPhone и iPod touch мобильное приложение компании Apple, позволяющее скачивать электронные версии газет и журналов.

## О приложении
Киоск представлял собой визуальную полку, доступную прямо на главном экране iOS, похожую по стилю на iBooks. Он имитировал газетный киоск с виртуальными полками, на которых хранилась и представлялась каждая загруженная газета и журнал. Значок газетного киоска обновился с изображениями последних обложек и отобразил индикатор уведомлений о новых выпусках.
В правом нижнем углу была кнопка «Магазин», которая ссылалась на категорию «Прессы» в App Store. После загрузки газеты или журнала из App Store можно было приобрести подписку на периодическое издание в приложении с помощью учетной записи iTunes, а самый последний выпуск публикации будет автоматически загружаться и доставляться в фоновом режиме.
Некоторые из крупнейших и наиболее популярных печатных газет и журналов публиковали цифровой контент, специально разработанный для мобильных устройств и планшетных компьютеров, и часто включал интерактивный контент, недоступный в печатной форме.
После выпуска Киоска бренды газет и журналов получили возможность переместить свои существующие отдельные приложения для iOS в Киоске. Раньше многие бренды выпускали свои собственные отдельные приложения для iOS, и это давало им возможность либо полностью вложить свои существующие приложения только в киоске, либо при необходимости выпустить новую версию своего iOS-приложения для Киоска. Это также позволило приложению стать частью официальной категории Киоска в iOS App Store и воспользоваться различными другими функциями Киоска. Одним из первых приложений, которые интегрировались с Киоском после его выпуска, была The New York Times, которая переместила свое ранее внешнее приложение для iOS в Киоске.
Киоск был доступен на устройствах iOS начиная с iOS 5 и работал с iCloud для синхронизации и повторной загрузки журналов и газет. Совместимость с Киоском определялась логическим значением «UINewsstandApp» в файле info.plist приложения, который можно было несанкционировано редактировать на взломанных устройствах.
Приложение было закрыто в iOS 9, в результате чего ему на смену пришли Apple News+.